# Andrij Liwycki

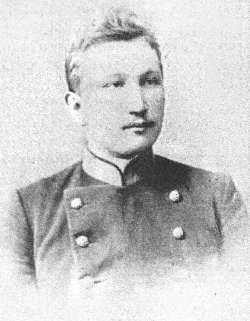
Andrij Liwycki 1900

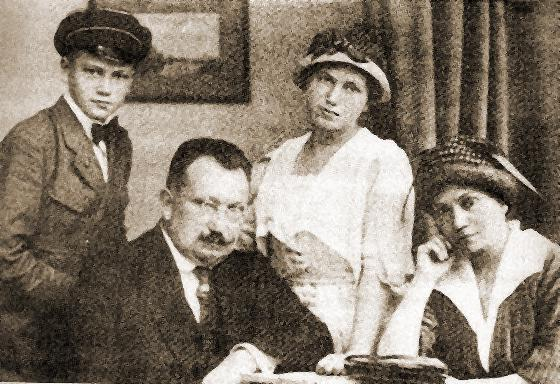
Andrij Liwycki z rodziną. Warszawa 1920

Andrij Mykołajowycz Liwycki (ukr. Андрій Миколайович Лівицький, ur. 28 marca?/9 kwietnia 1879 we wsi Łypiawo, zm. 17 stycznia 1954 w Karlsruhe) – minister spraw zagranicznych URL w rządach Borysa Martosa i Isaaka Mazepy (1919–1920), premier URL (1920–1921), prezydent Ukraińskiej Republiki Ludowej na emigracji (od 1926).

## Życiorys
Jako minister spraw zagranicznych URL stał na czele delegacji ukraińskiej, która we wrześniu 1919 przybyła do Warszawy, by rozpocząć rokowania które doprowadziły w konsekwencji do tajnego sojuszu Polski i Ukraińskiej Republiki Ludowej w lutym 1920 (układ Piłsudski – Petlura), konwencji politycznej z 21 kwietnia 1920 r. i do wspólnej walki przeciw Rosji bolszewickiej od wyprawy kijowskiej w kwietniu, poprzez bitwę warszawską w sierpniu do zawieszenia broni w październiku 1920 roku.
Po zamordowaniu w Paryżu Symona Petlury w maju 1926 roku wybrany przewodniczącym Dyrektoriatu URL – prezydentem URL na emigracji. Koordynował wszystkie działania ukraińskiej emigracji niepodległościowej tego odłamu, w tym był inicjatorem wieloletniej współpracy ze Sztabem Głównym Wojska Polskiego. Współpraca ta rozpoczęta została po tajnym memorandum Liwyckiego i gen. Wołodymyra Salskiego z 4 sierpnia 1926 skierowanego do Józefa Piłsudskiego i rozmowach, jakie wkrótce potem nastąpiły. Po aprobacie Piłsudskiego trwała do wybuchu II wojny światowej. Jej część tajna obejmowała sporządzenie planów organizacji i mobilizacji armii ukraińskiej, jako sojusznika Polski, w przypadku wojny polsko-sowieckiej. Został sporządzony, w porozumieniu z polskim Sztabem Głównym plan mobilizacyjny wojska ukraińskiego, w oparciu o emigrantów i Ukraińców zamieszkałych w Polsce. Oficerowie i podoficerowie armii URL zostali przyjęci do Wojska Polskiego jako tzw. oficerowie i podoficerowie kontraktowi.
Ze strony polskiej współpracę nadzorowali: gen. Wacław Stachiewicz, Julian Stachiewicz, Tadeusz Kutrzeba, ze strony ukraińskiej gen. Pawło Szandruk, który w ramach tej współpracy po wstąpieniu do Wojska Polskiego (w stopniu majora WP), ukończył w roku 1938 Wyższą Szkołę Wojenną. Do roku 1939 Liwycki mieszkał w Warszawie pod ochroną polskiej policji (aby nie spotkał go los Petlury). Po agresji III Rzeszy na Polskę i kapitulacji Warszawy pozostał w okupowanym mieście. W końcu 1944 przeniósł się do Łasku na terenach Polski wcielonych do Rzeszy, przed styczniową ofensywą Armii Czerwonej wyjechał do Niemiec. Od listopada 1944 był głównym organizatorem powstania przy III Rzeszy w dniu 17 marca 1945 Ukraińskiego Komitetu Narodowego oraz sprawował polityczny patronat nad Ukraińską Armią Narodową.
Zmarł w Niemczech w roku 1954 w Karlsruhe, pochowany w Monachium, prochy przeniesiono następnie na nekropolię South Bound Brook. Ojciec Mykoły Liwyckiego, prezydenta URL na uchodźstwie w latach 1967–1989 oraz Natalii Liwyckiej-Chołodnej, poetki.